# Monte Carlo Masters 2012
Il Monte Carlo Masters 2012, conosciuto anche come Monte Carlo Rolex Masters 2012 per motivi di sponsorizzazione, è stato un torneo di tennis maschile disputato sulla terra rossa. È stata la 105ª edizione del Monte Carlo Masters, sponsorizzato dalla Rolex, facente parte della categoria ATP World Tour Masters 1000 nell'ambito dell'ATP World Tour 2012. Il torneo si è svolto al Monte Carlo Country Club di Roquebrune-Cap-Martin in Francia, vicino a Monte Carlo nel Principato di Monaco, dal 16 al 22 aprile 2012.

## Partecipanti

### Teste di serie
| Nazionalità | Giocatore            | Ranking* | Testa di serie |
| ----------- | -------------------- | -------- | -------------- |
| Serbia      | Novak Đoković        | 1        | 1              |
| Spagna      | Rafael Nadal         | 2        | 2              |
| Regno Unito | Andy Murray          | 4        | 3              |
| Francia     | Jo-Wilfried Tsonga   | 5        | 4              |
| Spagna      | David Ferrer         | 6        | 5              |
| Rep. Ceca   | Tomáš Berdych        | 7        | 6              |
| Serbia      | Janko Tipsarević     | 8        | 7              |
| Spagna      | Nicolás Almagro      | 12       | 8              |
| Francia     | Gilles Simon         | 13       | 9              |
| Spagna      | Feliciano López      | 15       | 10             |
| Argentina   | Juan Mónaco          | 16       | 11             |
| Giappone    | Kei Nishikori        | 18       | 12             |
| Spagna      | Fernando Verdasco    | 19       | 13             |
| Germania    | Florian Mayer        | 20       | 14             |
| Austria     | Jürgen Melzer        | 21       | 15             |
| Ucraina     | Aleksandr Dolhopolov | 22       | 16             |

* Ranking al 9 aprile 2012.

### Altri partecipanti
I seguenti giocatori hanno ricevuto una wild card per il tabellone principale:
- Paul-Henri Mathieu
- Potito Starace
- Jean-René Lisnard
- Benjamin Balleret

I seguenti giocatori sono passati dalle qualificazioni: 

- Frederico Gil
- Michail Kukuškin
- Alessandro Giannessi
- Federico Delbonis
- Simone Bolelli
- Guillaume Rufin
- Victor Hănescu

## Punti e montepremi
Poiché il Masters di Monte Carlo è un Masters 1000 non obbligatorio ha una speciale regola per il punteggio: pur essendo conteggiato come un torneo 500, i punti sono quelli di un Masters 1000. Il montepremi complessivo è di € 2.427.975. 
| Torneo    | Torneo              | V       | F       | SF      | QF     | 3T     | 2T     | 1T    | Q  | Q3 | Q2    | Q1    |
| Singolare | Punti               | 1000    | 600     | 360     | 180    | 90     | 45     | 10    | 25 | 0  | 16    | 0     |
| Singolare | Premi in denaro (€) | 460.260 | 225.680 | 113.580 | 57.755 | 30.000 | 15.810 | 8.535 | –  | 0  | 1.965 | 1.000 |
| Doppio    | Punti               | 1000    | 600     | 360     | 180    | 90     | 0      | –     | –  | –  | –     | –     |
| Doppio    | Premi in denaro (€) | 142.500 | 69.780  | 35.000  | 17.970 | 9.290  | 4.900  | –     | –  | –  | –     | –     |

## Campioni

### Singolare
Rafael Nadal ha battuto in finale  Novak Đoković per 6–3, 6–1. 
- È il primo titolo dell'anno per Nadal, l'ottavo consecutivo a Monte Carlo, il 47° in carriera.

### Doppio
Bob Bryan /  Mike Bryan hanno sconfitto in finale  Maks Mirny /  Daniel Nestor per 6–2, 6–3.